# Aviva Rahmani
Aviva Rahmani es una artista estadounidense cuyos proyectos ecológicos han implicado la participación pública de equipos interdisciplinares de científicos, proyectistas, ecologistas y otros artistas. Su proyectos abarcan desde restauraciones integrales del paisaje hasta eventos en museos en los que utiliza pintura, sonido y fotografía.
Sus influencias proceden de sus estudios clásicos en la Universidad de Nueva York, de la fusión entre ciencia y estética y de su compromiso activista. Ha estado involucrada con el Bread and Puppet Theatre, y con la planificación urbanística del Condado de San Diego en los 80 y de Vinalhaven Island (Maine) en los 90.

## Biografía
Durante su adolescencia Rahmani viajó con su familia y conoció muchos paisajes y culturas. Esos viajes tempranos le suscitaron un profundo interés en conocer como la historia afecta al conocimiento y como el genocidio y el ecocidio convergen. 
Rahmani asistió a la Escuela Cooper Union de Arte y Arquitectura, y obtuvo un máster en arte en el Instituto de las Artes de California, gracias a una beca con la que trabajó con Allan Kaprow y Morton Sobotnick, consiguiendo un grado doble en comunicación multimedia y música electrónica. 
Se introdujo en la performance y el arte conceptual mediante la fundación y dirección del grupo American Ritual Theather (1968- 1971). En 1971, colaboró con Judy Chicago, Suzanne Lacy, y Sandi Orgel en Abluciones, una performance sobre la violación considerada actualmente una obra revolucionaria del feminismo ("Through the Flower", Judy Chicago).
Rhamani es uno de los miembros fundadores de Eco-art Dialog, colectivo internacional de profesionales del arte ecológico creado en 1999.
Ha sido adjudicataria de numerosas becas y programas de intercambio, incluyendo dos de la Fundación Nancy H. Gray para el Arte en el Medio Ambiente en 1999 y 2000. En 2009 se le concedió un premio de la Arts and Healing Network por su trabajo sobre el agua.
Rahmani ha impartido clases y conferencias y realizado performances a nivel internacional. Recientemente ha compaginado la preparación del GIS Certificate en el Lehman College, CUNY, con la redacción de una disertación en la Universidad de Plymouth (Reino Unido).

## Obra
Rahmani ha realizado performances y expuesto en su trabajo en numerosos lugares, incluyendo el Museo del Río Hudson, Exit Art, y el Centro de Arte Contemporáneo Rosenthal de Cincinnati (Ecovention) en Ohio.

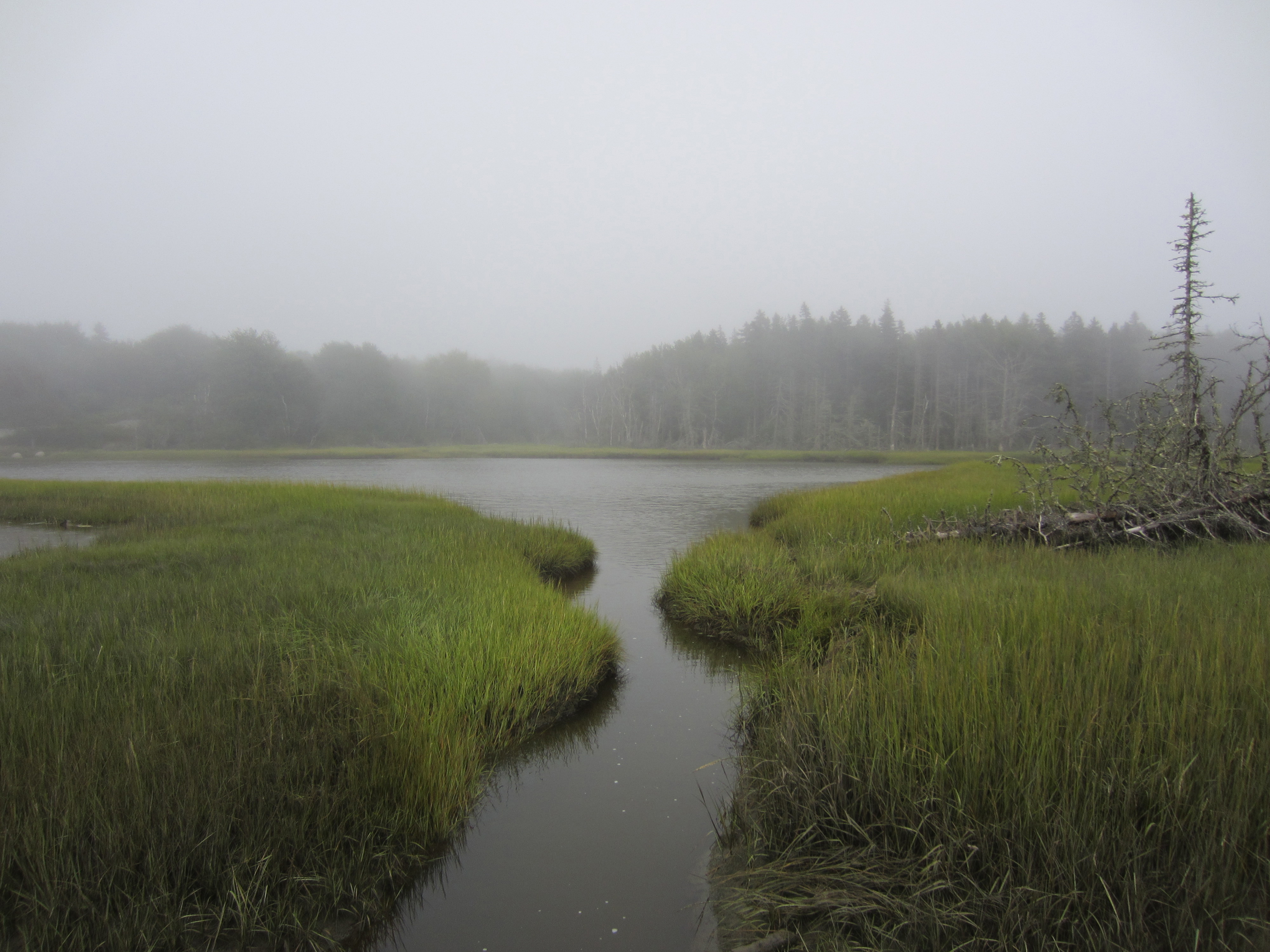
El proyecto Blue Rocks (2002) de Aviva Rahmani atrajo atención sobre un estuario degradado en Vinalhaven Isla, Maine consiguiendo que el Departamento de Agricultura de Estados Unidos aportase 500.000$ para la restauración de veintiséis acres de humedales. (Fotografía de Aviva Rahmani)

Uno de los trabajos más conocidos de Rahmani es Ghost Nets 1990-2000 (Tallmer, Kagan, Carruthers, Genocchio), el cual incluye su teoría de restauración medioambiental el «punto gatillo». 
En 2006, Rahmani inició una serie de podcasts, "Océanos y Ciudades Virtuales de If", que devino en una serie de webcasts sobre el cambio climático. Desde 2007 está afiliada al Institute of Arctic and Alpine Research de la Universidad de Colorado en Boulder, Colorado (UCB), donde ha colaborado con el director, James White desde entonces 2007 encima, "Golfo a Golfo," una serie de webcasts sobre el calentamiento global en colaboración con otros científicos, artistas y pensadores. La primera de las colaboraciones se estrenó con Cultura21 en el Pabellón Joseph Beuys de la Bienal de Venecia de 2007.
En 2012, empleó "Golfo a Golfo" y su teoría del «punto gatillo» en "Fish Story Memphis," un proyecto colectivo de arte público diseñado por “Memphis Social” y comisariado por Tom McGlynn (2013).
En 2007, Rahmani participó junto a White en la exposición colectiva Weather Report, presentando su trabajo "Puntos Gatillo, Puntos de Inflexión". Rahmani mostró una serie de impresiones digitales de imágenes de satélite superpuestas con textos de advertencia sobre los efectos morfológicos del cambio climático en el paisaje global. Su trabajo encarna un discurso que focaliza en el poder de la dinámica del desastre y cómo el aumento del nivel del mar no sólo afecta al paisaje, sino que también repercute en la relocalización de las comunidades y genera refugiados climáticos. Rahmani relaciona de manera natural el cambio climático con aspectos de clases, poder y justicia, un discurso no tan difundido en lo que se refiere al calentamiento global.
En 2009 fue observadora formal para la Universidad de Colorado en Boulder en el COP15 y publicó un blog sobre su experiencia para High Tide, un colectivo artístico con sede en Liverpool, Reino Unido.

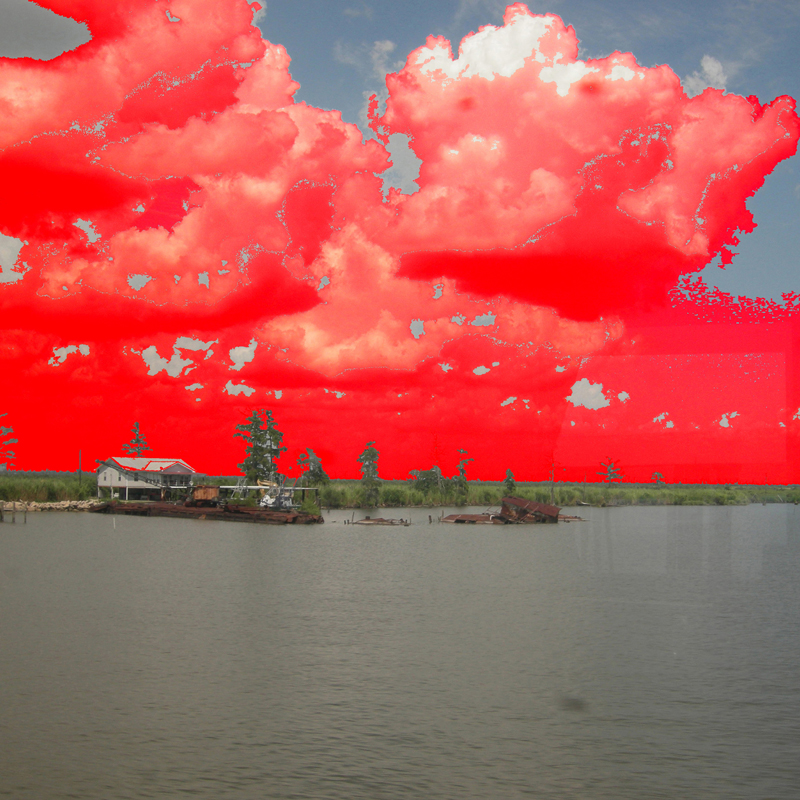
Warming Skies Over the Louisiana Bayous Seen from a Train Window digital photographic print on aluminum, 48" x 48", 2009. (Fotografía de Aviva Rahmani)

Su trabajo actual refleja el interés por la aplicación del análisis de mapas, para «explorar soluciones potenciales contra la degradación de las aguas urbana y rural sobre los grandes paisajes.»
El trabajo reciente de Rahmani hace uso de Internet «para llevar a cabo residencias internacionales sin recurrir a vuelos internacionales que viertan combustible sobre las aguas de la tierra.» Su podcast sobre "Océanos y Ciudades Virtuales de If" y los Conciertos Virtuales ponen el foco en el calentamiento global y los conflictos geopoliticos demostrando, analizando e interpretando el impacto del calentamiento global en escenarios reales internacionales.
En 2018 utilizó sus proyectos "The Blued Trees Symphony" y "The Blued Trees" para evitar la construcción de tuberías en varios lugares de Nueva York, Virginia, y Virginia Occidental mediante el Visual Artists Rights Act (VARA).

## Reconocimientos
El trabajo de Rahmani ha obtenido numerosas becas y apoyos y ha sido objeto de publicaciones a nivel internacional. Está afiliada al Institute of Arctic and Alpine Research de la Universidad de Colorado en Boulder,, es doctora por la Universidad de Plymouth, Reino Unido y graduada por el Instituto de las Artes de California.

### Premios
- 2020 Beca del Fondo MAP
- Del Multi-Arts Production (MAP) apoyado por la Fundación benéfica Doris Duke y la Fundación Andrew W. Mellon, Ciudad de Nueva York, NY
- 2019 - 2020 LMCC Residencia Artística
- Consejo Cultural de Lower Manhattan (LMCC) en el Centro de Artes LMCC en Governors Island, Nueva York, NY
- 2018 Beca de Humanidades & de Artes
- Del Consejo de Humanidades del Maine (Portland, ME) conjuntamente con la Comisión de Artes del Maine (Augusta, ME)
- 2017 ABOG Socio para la Práctica Contemplativa
- (Inaugural) en colaboración con la Fundación Hemera. (para el trabajo de Blued Trees), FundaciónA Blade of Grass (ABOG), Brooklyn, NY
- 2016 - 2019 Fondo Ethelwyn Doolittle de Justicia y Superación de la Iglesia Unitaria Unitaria Universalista de Nueva York.
- Por Blued Trees (renovados 3 años después de la concesión inicial), Nueva York, NY
- 2016 NYFA Intercambio (Arquitectura/ Diseño de Estructuras/ Medioambientales)
- Fundación de Nueva York para las Artes, Nueva York, NY
- 2015 Residencia en Ecología en NEA
- ISCP Estudio internacional & Curatorial Programa, Brooklyn, NY
- 2010 - presente Patrocinio Fiscal del NYFA
- Fundación de Nueva York para las Artes, Nueva York, NY

## Publicaciones

### Capítulos en libros
- Organizing the Approach in “Ecoart in Action,” an Anthology of writings About Teaching Ecological Art, edited by Christopher Fremantle, Amara Geffen, Aviva Rahmani and Ann Rosenthal. New York: New Village Press/ New York University Press. 2022.
- Blued Trees as Policy: art, law, science and the Anthropocene in Art, Theory and Practice in the Anthropocene Edited by Julie Reiss, Wilmington, Delaware: Vernon Press. 2019.
- Rocks, Radishes, Restoration: on the relationships between clean water and healthy soil Aviva Rahmani and Ray Weil in Field to Palette Edited by Alex Toland, Jay Stratton Noller and Gerd Wessolek, Boca Raton: CRC Press. 2018.
- 1000x Landscape Architecture, Germany: Braun. 2009.
- The Butterfly Effect of Hummingbirds: environmental triage: disturbance theory, trigger points, and virtual analogs for physical sites in Sustainability: a new frontier for the arts and cultures Edited by Sacha Kagan and Volker Kirchberg, Waldkirchen: VAS-Verlag pp: 264-289. 2008.
- Practical Ecofeminism in Blaze: Discourse on Art, Women and Feminism edited by Karen Frostig and Kathy A. Halamka, Newcastle: Cambridge Scholars Publishing, p. 315. 2007.

### Artículos en revistas (selección)
- The Music of the Trees: The Blued Trees Symphony and Opera as Environmental Research and Legal Activism. Leonardo Music Journal 2019 Vol. 29, 8-13. 2019.[20]
- Blowin’ in the Wind. M/E/A/N/I/N/G: The Final Issue on A Year of Positive Thinking December 2016.[21]
- The Spirit of Change: Water, Policy and Ecological Artmaking .Center for Humans and Nature October 21, 2016.[22]
- Blued Trees on the front lines journal excerpts The Brooklyn Rail, November 5, 2015.[23]
- Blued Trees CSPA Quarterly Issue 12, August 3, 2015.[24]
- A Community of Resistance: Collaborative Work with Science and Scientists..WEAD Magazine (an online magazine). Issue 7, CREATING COMMUNITY, 2014.[25]
- Fish Story Memphis: Memphis is the Centre of the World. Journal for Environmental Studies and Sciences [online] Vol. 4 (2; June 2014): 176–179.[26]
- Triggering Change: A Call to Action. Public Art Review Vol. 24, Issue 48, Spring/Summer 2013.[27]
- Mapping Trigger Point Theory as Aesthetic Activism. PJIM, Vol.4, Issue 2, Winter pp. 1–9. 2012.